# Aroldis Chapman
Albertin Aroldis Chapman de la Cruz (ur. 28 lutego 1988) – kubański baseballista występujący na pozycji miotacza w New York Yankees.

## Początki kariery
Chapman swoją karierę rozpoczynał na Kubie, gdzie występował w zespole Holguín Sabuesos. W 2007 został powołany do reprezentacji Kuby na mistrzostwa świata, gdzie zdobył srebrny medal. W ciągu czterech sezonów występów w Holguín rozegrał 327⅔ inningu, notując bilans W-L 24–19.
Po nieudanej ucieczce z Kuby wiosną 2008, został zawieszony do końca sezonu w ramach rozgrywek ligowych oraz w prawach reprezentanta kraju przez prezydenta Raúla Castro i nie mógł wystąpić na igrzyskach w Pekinie. Sezon jednak dokończył i wystąpił na turnieju World Baseball Classic, lecz oficjalnego powodu odwieszenia kary nie podano. Udaną ucieczkę podjął 1 lipca 2009, gdy reprezentacja Kuby wylądowała w Rotterdamie przed zbliżającym World Port Tournament. Ostatecznie osiadł w Andorze i skierował do zarządu ligi Major League Baseball petycję o uznanie go za wolnego agenta.

## Major League Baseball

### Cincinnati Reds

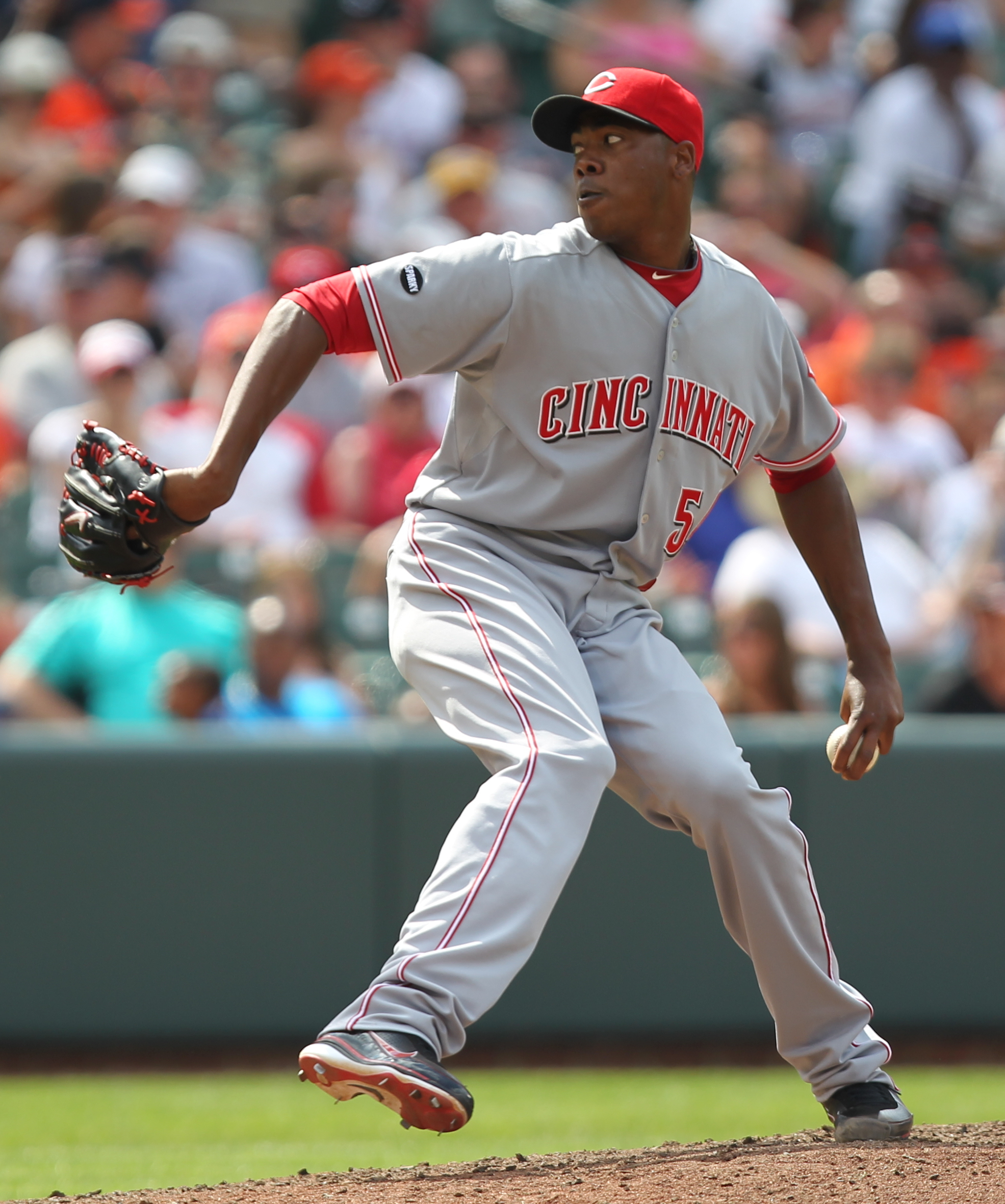
Aroldis Chapman jako zawodnik Cincinnati Reds.

11 stycznia 2010 podpisał sześcioletni kontrakt jako wolny agent wart 30,25 miliona dolarów z Cincinnati Reds. Występy w organizacji rozpoczął w Louisville Bats, w którym rozegrał 39 meczów, uzyskując bilans W-L 9–6. 31 sierpnia 2010 został powołany do 40-osobowego składu Cincinnati Reds i tego samego dnia zadebiutował w MLB w meczu przeciwko Milwaukee Brewers, którym rozegrał ósmą zmianę. 1 września 2010 w meczu z Brewers zanotował swoje pierwsze zwycięstwo w MLB. 24 września 2010 w spotkaniu z San Diego Padres wykonał najszybszy narzut w historii MLB; piłka osiągnęła prędkość 105,1 mph.
W sezonie 2011 zagrał 54 mecze, w których uzyskał bilans 4–1 i zaliczył pierwszy save 6 lipca w spotkaniu z St. Louis Cardinals, rozgrywając trzynastą zmianę. Podczas spring training 2012 pełnił funkcję startera, jednak w wyniku kontuzji Ryana Madsona, Nicka Masseta i Billy’ego Braya, Chapman został z powrotem przesunięty na pozycję relievera. W lipcu 2012 po raz pierwszy otrzymał powołanie do NL All-Star Team. Sezon 2012 zakończył ze wskaźnikiem ERA 1,51 i 38 save'ami (3. wynik w lidze).
W marcu 2013 menadżer Reds Dusty Baker postanowił, iż Chapman będzie nadal pełnił funkcję pierwszego closera zespołu. W lipcu 2013 po raz drugi z rzędu wystąpił w Meczu Gwiazd. W sezonie 2013 zaliczył 38 save’ów (3. wynik w lidze) i 112 strikeoutów. 19 marca 2014 podczas meczu spring training pomiędzy Reds a Kansas City Royals został uderzony piłką w głowę po wybiciu Salvadora Péreza. Po raz pierwszy po kontuzji zagrał 11 maja 2014 w spotkaniu z Colorado Rockies, notując save. 29 lipca 2014 w meczu przeciwko Arizona Diamondbacks zaliczył 100. save'a w MLB. W całym meczu wykonał 20 narzutów, z czego w 15 piłka osiągnęła prędkość ponad 100 mph.
W lutym 2015 podpisał nowy, roczny kontrakt wart 8,05 miliona dolarów. W lipcu 2015 po raz czwarty z rzędu zagrał w Meczu Gwiazd. W dziewiątej zmianie wykonał 14 narzutów, z czego w 12 piłka osiągnęła prędkość ponad 100 mph.

### New York Yankees
28 grudnia 2015 w ramach wymiany zawodników przeszedł do New York Yankees. 11 stycznia 2016 menadżer Yankees Joe Girardi powierzył mu funkcję pierwszego closera zespołu. Dzień później podpisał z klubem roczny kontrakt wart 11,325 miliona dolarów. W związku z dopuszczeniem się przemocy domowej w październiku 2015, w marcu 2016 został zawieszony na pierwsze 30 meczów nadchodzącego sezonu. Po raz pierwszy w barwach Yankees wystąpił 9 maja w spotkaniu z Kansas City Royals.

### Chicago Cubs

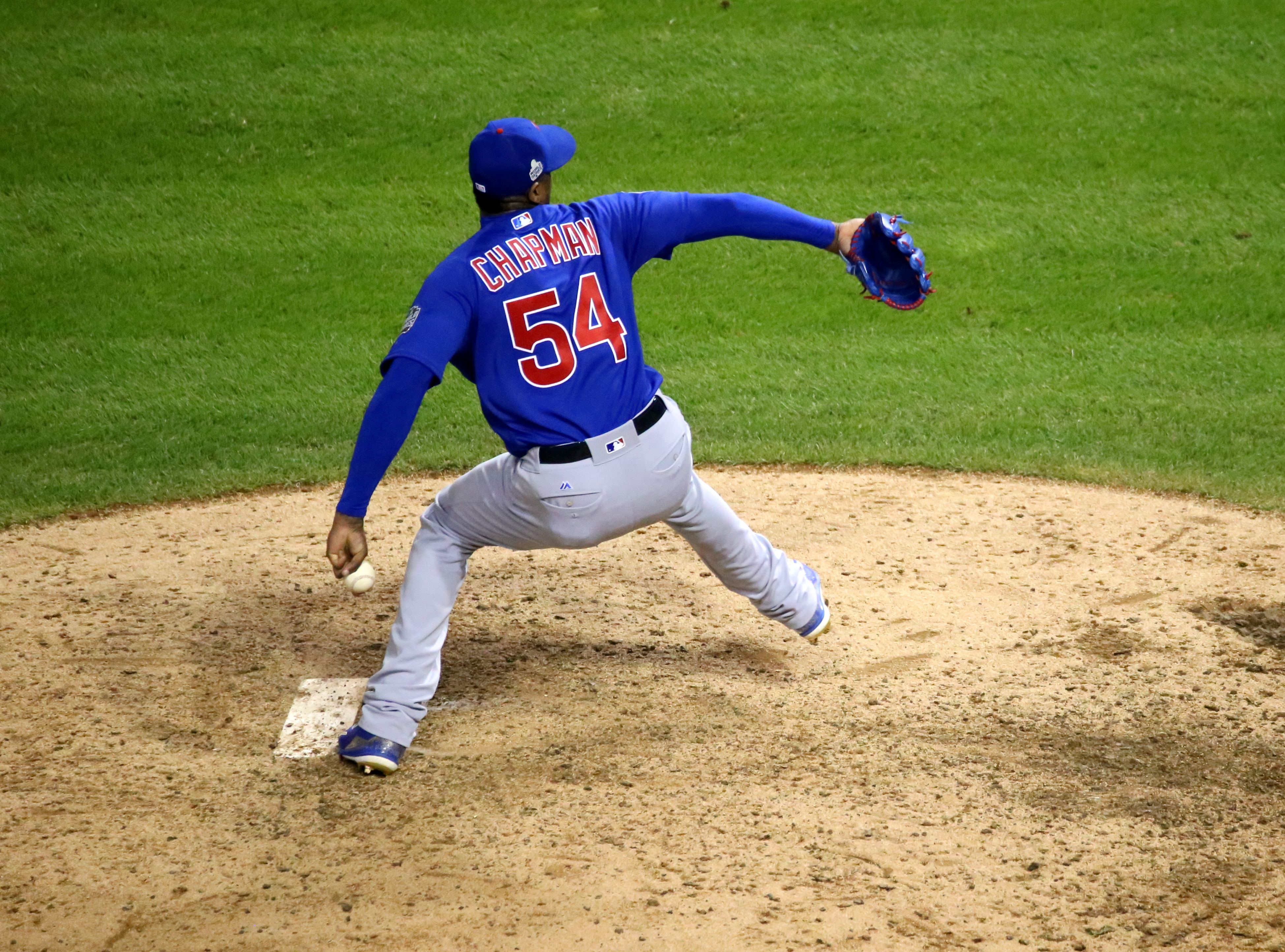
Aroldis Chapman podczas gry w Chicago Cubs.

25 lipca 2016 w ramach wymiany zawodników przeszedł do Chicago Cubs. W barwach nowego zespołu zadebiutował dwa dni później w meczu Windy City Series przeciwko Chicago White Sox. W National League Division Series, w których Cubs pokonali San Francisco Giants 3–1 w serii best-of-five, zaliczył trzy save'y. 22 października 2016 w szóstym meczu National League Championship Series przeciwko Los Angeles Dodgers, rozegrał dwie ostatnie zmiany, a mecz zakończył się podwójnym autem, zwycięstwem Cubs 5–0 i pierwszym od 1945 roku awansem do World Series. Chapman zagrał w pięciu meczach w zwycięskich dla Cubs World Series, zaliczając jeden save.

### Powrót do New York Yankees
16 grudnia 2016 podpisał pięcioletni kontrakt wart 86 milionów dolarów (najwyższy w historii MLB wśród relieverów) z New York Yankees.

## Nagrody i wyróżnienia
| Nagroda/wyróżnienie      | Lata                               | Źródło |
| 6× All-Star              | 2012, 2013, 2014, 2015, 2018, 2019 | [ 6 ]  |
| Zwycięzca w World Series | 2016                               | [ 25 ] |